# Phylo
Ne doit pas être confondu avec Philo.

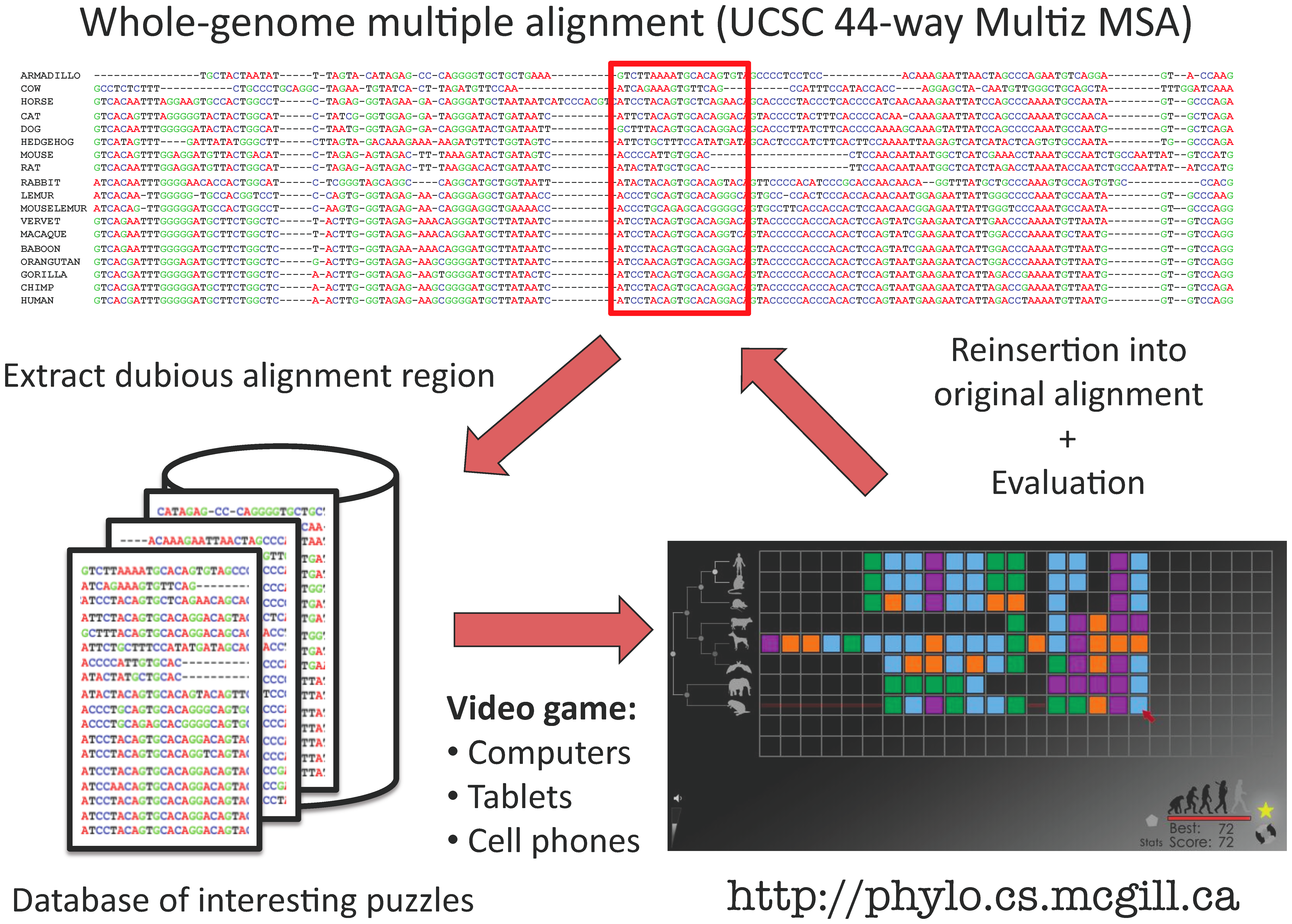
Fonctionnement participatif : les séquences à améliorer sont extraites du logiciel Multiz, proposées aux joueurs, puis réinjectées dans Multiz.

Phylo est un jeu vidéo sur navigateur web de type puzzle publié en 2010 par l'université McGill de Montréal. Il a été conçu pour aider à résoudre de façon participative des problèmes de séquencement difficiles à traiter de façon algorithmique, en s'appuyant sur la capacité du cerveau humain à reconnaître et associer des formes et des couleurs .

## Contexte scientifique
La comparaison de séquences d'ADN de différentes espèces est importante en génomique comparative pour déterminer le rôle de chacune des régions du génome au cours de l'évolution. Cependant la complexité de ce genre de comparaison avec des séquences multiples est NP-difficile, ce qui oblige les chercheurs à employer des méthodes heuristiques pour trouver des résultats approchés.

## Concept du jeu
Le jeu est basé sur les alignements multiples de séquences d'ADN. Le joueur dispose de lignes de briques représentant des séquences de code génétique qu'il doit aligner verticalement de façon à avoir le plus de correspondances verticalement et le moins d'espacement possible horizontalement. Les couleurs des briques correspondent chacune à un des nucléotides constituant l'ADN. Le joueur peut les déplacer librement sur une ligne, mais sans pouvoir changer leur ordre. Lorsqu'il a atteint un score suffisant, il peut passer au niveau suivant, ce qui a pour effet d'ajouter une nouvelle ligne avec une nouvelle séquence à aligner.

## Apport à la recherche
Lorsqu'un alignement trouvé par un joueur donne un meilleur score que celui produit par les logiciels, ce résultat est remonté au système pour être réintégré et recalculé.
Les études menées sur le résultat des alignements produits par les joueurs de Phylo ont montré qu'ils amélioraient dans un grand nombre de cas (entre 40 et 96%) les alignements produits par des algorithmes spécialisés .